# Marcelo Alberto Bielsa
Marcelo Alberto Bielsa (Rosario, 21 de juliol, 1955) és un exfutbolista i entrenador de futbol argentí.
Jugà de defensa a Newell's Old Boys però es retirà aviat, a l'edat de 25 anys. Destacà més com a entrenador. El seu primer equip fou Newell's Old Boys, però el 1992 es traslladà a Mèxic on dirigí dos clubs, l'FC Atlas i el Club América. El 1997 retornà a l'Argentina per dirigir a Vélez Sársfield. El 1998 signà contracte amb l'Espanyol però deixà el club aviat quan la Federació Argentina li feu una oferta per dirigir la selecció. Amb Argentina classificà l'equip per la Copa del Món de 2002 però no passà de la primera fase. Posteriorment arribà a la final de la Copa América 2004 i guanyà la medalla d'or als Jocs Olímpics d'Estiu de 2004. El 2004 deixà la selecció. El 2007 es convertí en seleccionador de Xile, càrrec que deixà el 2011 per passar a entrenar l'Athletic Club de la Lliga BBVA, fins que fou substituït el 2013 per Ernesto Valverde. Posteriorment ha entrenat el Leeds United FC.

## Referències

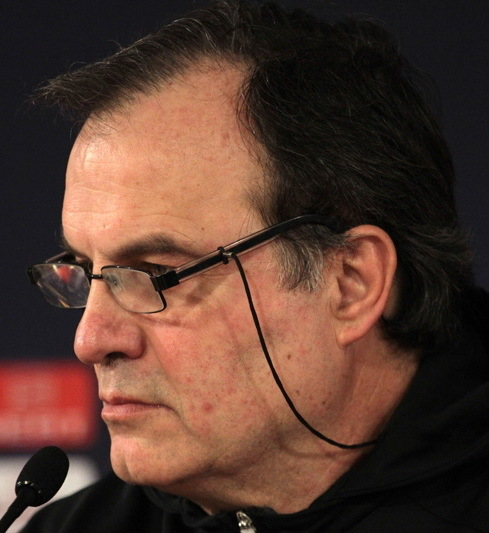
Marcelo Bielsa.